# Upper Austria Ladies Linz 2021 - Qualificazioni singolare
Le qualificazioni del singolare femminile dell'Upper Austria Ladies Linz 2021 sono state un torneo di tennis preliminare per accedere alla fase finale della manifestazione. Le vincitrici dell'ultimo turno sono entrate di diritto nel tabellone principale. In caso di ritiro di una o più giocatrici aventi diritto a queste sono subentrati le lucky loser, ossia le giocatrici che hanno perso nell'ultimo turno ma che avevano una classifica più alta rispetto alle altre partecipanti che avevano comunque perso nel turno finale.

## Testa di serie
1. Jaqueline Cristian (ultimo turno, ritirata, lucky loser)
2. Wang Xinyu (qualificata)
3. Ana Bogdan (ultimo turno)
4. Harmony Tan (qualificata)

1. Kristína Kučová (ultimo turno)
2. Viktorija Tomova (primo turno)
3. Lesja Curenko (qualificata)
4. Kamilla Rachimova (spostata nel tabellone principale)

## Qualificate
1. Lesja Curenko
2. Wang Xinyu

1. Kateryna Kozlova
2. Harmony Tan

### Lucky Loser
1. Jaqueline Cristian

## Tabellone

### Legenda
| - Q = Qualificato - WC = Wild card - LL = Lucky loser | - ALT = Alternate - SE = Special Exempt - PR = Protected Ranking | - w/o = Walkover - r = Ritirato - d = Squalificato |

### Sezione 1
|  | Primo turno | Primo turno        | Primo turno        | Primo turno | Primo turno |  |  | Ultimo turno | Ultimo turno       | Ultimo turno | Ultimo turno | Ultimo turno |  |
|  |             |                    |                    |             |             |  |  |              |                    |              |              |              |  |
|  | 1           | Jaqueline Cristian | Jaqueline Cristian | 6           | 6           |  |  |              |                    |              |              |              |  |
|  | PR          | Irina Chromačëva   | Irina Chromačëva   | 3           | 2           |  |  | 1            | Jaqueline Cristian | 7            | 4            | 1            |  |
|  | PR          | Mandy Minella      | Mandy Minella      | 2           | 1           |  |  | 7            | Lesja Curenko      | 5            | 6            | 6            |  |
|  | 7           | Lesja Curenko      | Lesja Curenko      | 6           | 6           |  |  |              |                    |              |              |              |  |

### Sezione 2
|  | Primo turno | Primo turno         | Primo turno         | Primo turno | Primo turno |  |  | Ultimo turno | Ultimo turno | Ultimo turno | Ultimo turno | Ultimo turno |  |
|  |             |                     |                     |             |             |  |  |              |              |              |              |              |  |
|  | 2           | Wang Xinyu          | Wang Xinyu          | 6           | 6           |  |  |              |              |              |              |              |  |
|  |             | Anastasija Gasanova | Anastasija Gasanova | 2           | 2           |  |  | 2            | Wang Xinyu   | 4            | 6            | 6            |  |
|  | WC          | Mavie Österreicher  | Mavie Österreicher  | 5           | 6(1)        |  |  | Alt          | Leonie Küng  | 6            | 2            | 3            |  |
|  | Alt         | Leonie Küng         | Leonie Küng         | 7           | 7           |  |  |              |              |              |              |              |  |

### Sezione 3
|  | Primo turno | Primo turno      | Primo turno | Primo turno | Primo turno |  |  | Ultimo turno | Ultimo turno     | Ultimo turno     | Ultimo turno | Ultimo turno |  |
|  |             |                  |             |             |             |  |  |              |                  |                  |              |              |  |
|  | 3           | Ana Bogdan       | 6           | 4           | 7           |  |  |              |                  |                  |              |              |  |
|  | WC          | Eva Lys          | 4           | 6           | 64          |  |  | 3            | Ana Bogdan       | Ana Bogdan       | 62           | 4            |  |
|  | PR          | Kateryna Kozlova | 6           | 2           | 6           |  |  | PR           | Kateryna Kozlova | Kateryna Kozlova | 7            | 6            |  |
|  | 6           | Viktorija Tomova | 1           | 6           | 2           |  |  |              |                  |                  |              |              |  |

### Sezione 4
|  | Primo turno | Primo turno        | Primo turno       | Primo turno | Primo turno |  |  | Ultimo turno | Ultimo turno    | Ultimo turno | Ultimo turno | Ultimo turno |  |
|  |             |                    |                   |             |             |  |  |              |                 |              |              |              |  |
|  | 4           | Harmony Tan        | Harmony Tan       | 6           | 6           |  |  |              |                 |              |              |              |  |
|  |             | Aleksandra Krunić  | Aleksandra Krunić | 4           | 1           |  |  | 4            | Harmony Tan     | 5            | 6            | 6            |  |
|  |             | Mihaela Buzărnescu | 2                 | 7           | 3           |  |  | 5            | Kristína Kučová | 7            | 3            | 4            |  |
|  | 5           | Kristína Kučová    | 6                 | 64          | 6           |  |  |              |                 |              |              |              |  |